# L'uomo dalla bocca storta
L'uomo dalla bocca storta è un film documentario del 2009, diretto da Emanuele Salce e Andrea Pergolari.

## Trama
Narra i primi anni di carriera di Luciano Salce, padre di uno dei due registi, con l'ausilio di un gruppo di noti attori e personaggi dello spettacolo che ebbero modo di conoscere e collaborare con il noto regista. Vengono sviscerate le sue interpretazioni come attore, cabarettista e personaggio dello spettacolo con foto e filmati di repertorio.